# ГЕС Jørundland
ГЕС Jørundland — гідроелектростанція у південній частині Норвегії, за 80 кілометрів на північ від Крістіансанна. Використовує ресурс зі сточища річки Gjøv, правої притоки Нідельви, яка тече до затоки Скагеррак.
Для створення гідроенергетичної схеми на виході Gjøv зі значного озера Nesvatn звели кам'яно-накидну греблю висотою 16 м та довжиною 145 м, яка утримує сховище з корисним об'ємом 257 млн м³. З водосховища по правобережжю прокладений дериваційний тунель довжиною 12 км, який отримує додатковий ресурс з кількох водозаборів:
- на правій притоці Gjøv річці Rukkana. До неї в свою чергу трохи вище за водозабір виходить короткий тунель від Persbekken (права притока Rukkana, що впадає в останню нижче за водозабір);
- на Elv fra Stegjetontjørn (ще одна права притока Rukkana);
- на Bråkonbekken, правій притоці Gjøv.
Основне обладнання станції становить одна турбіна типу Френсіс потужністю 55 МВт, яка при напорі у 282 м забезпечує виробництво 212 млн кВт-год електроенергії на рік.
Відпрацьована вода по відвідному тунелю довжиною понад 1 км прямує до Gjøv, проходячи на своєму шляху під ще однією її правою притокою Austabekken.